# Anostostoma femoralis
Anostostoma femoralis är en insektsart som beskrevs av Walker, F. 1869. Anostostoma femoralis ingår i släktet Anostostoma och familjen Anostostomatidae. Inga underarter finns listade i Catalogue of Life.